# آلساندرا مارتینس
آلساندرا مارتینس (ایتالیایی: Alessandra Martines؛ زادهٔ ۱۹ سپتامبر ۱۹۶۳) بازیگر و هنرمند رقص اهل ایتالیا است.
از فیلم‌ها یا برنامه‌های تلویزیونی که وی در آنها نقش داشته‌است می‌توان به کاترینا و دخترانش، مردان، زنان: یک راهنمای کاربری، لومیر و شرکا و بی‌نوایان اشاره کرد.